# Jordanita carolae
Jordanita carolae ist ein Schmetterling aus der Familie der Widderchen (Zygaenidae).

## Merkmale
Die Falter erreichen eine Vorderflügellänge von 8,2 bis 9,1 Millimeter bei den Männchen und 8,0 bis 8,5 Millimeter bei den Weibchen. Kopf, Thorax und Abdomen schimmern blau oder bläulich grün. Kopf und Thorax sind nur leicht behaart. Die Fühler bestehen aus 40 bis 41 Segmenten. Die Vorderflügeloberseiten schimmern blau und sind nur schwach grün getönt. Die Hinterflügel sind dunkelgrau, die Flügelunterseiten sind grau und nicht mit schimmernden Schuppen besetzt.
Bei den Männchen besitzt der Aedeagus einen ausgeprägten dreieckigen Cornutus, welcher aber nie eine scharfe Spitze aufweist. Das 8. Abdominalsternit reicht bis zum Hinterrand des Segments.
Bei den Weibchen ist das Ostium breit, trichterförmig und stark sklerotisiert. Proximal ist es glatt, distal gerieft und transluzent. Der Ductus bursae ist gebogen und setzt proximal rechtwinklig an. Das Corpus bursae ist eiförmig.
Das Ei ist bisher unbeschrieben.
Die Raupe ist weißlich braun und hat eine weißlich gelbe Bauchseite. Die graubraunen Rückenwarzen berühren sich in der Rückenmitte nicht. Ihnen entspringen lange weiße und kurze graue Borsten. Beidseitig zu den Rückenwarzen verläuft eine hellbraune Linie. Die Warzen an den Seiten und die ventral gelegenen kurzen Borsten sind hell graubraun. Oberhalb dieser Borsten verläuft eine hellbraune Linie. Das Integument ist mit ein- oder mehrstachligen Tuberkeln versehen, die mit bloßem Auge betrachtet als schwarze Punkte erscheinen.
Puppe und Kokon sind bisher unbeschrieben.

### Ähnliche Arten
Jordanita algirica ist im Süden des Hohen Atlas und des Anti-Atlas in Marokko etwa gleich groß wie J. carolae. Bei der ähnlichen Art schimmern die Vorderflügeloberseiten aber niemals blau. Der Cornutus der Vesica ist größer und scharf zugespitzt. Das 8. Abdominalsternit reicht nicht bis zum hinteren Rand des Segments. Die Weibchen der beiden Arten können nur genitalmorphologisch unterschieden werden.
Jordanita minutissima ist etwa so groß wie J. carolae, aber die Vorderflügeloberseiten schimmern niemals blau. Der Cornutus der Vesica ist bei beiden Arten dreieckig, hat aber bei der ähnlichen Art eine scharfe Spitze. Das 8. Abdominalsternit reicht nicht bis zum Ende des Segments. Die Weibchen können ebenfalls nur genitalmorphologisch unterschieden werden. Von J. minutissima gibt es aus  Marokko bisher keine Nachweise.

## Verbreitung
Jordanita carolae kommt in Marokko im Südosten des Hohen Atlas vor. Die Art besiedelt steppenartige Biotope in Höhenlagen von 1000 bis 1500 Meter.

## Biologie
Die Raupen entwickeln sich vermutlich an der Kugeldistelart Echinops spinosus. Die erwachsenen Raupen minieren in den Blättern, sie bohren sich aber nicht in die Stängel, wie dies bei Jordanita rungsi der Fall ist. Die Falter fliegen von Ende April bis Ende Mai.